# Jornais da Sertã

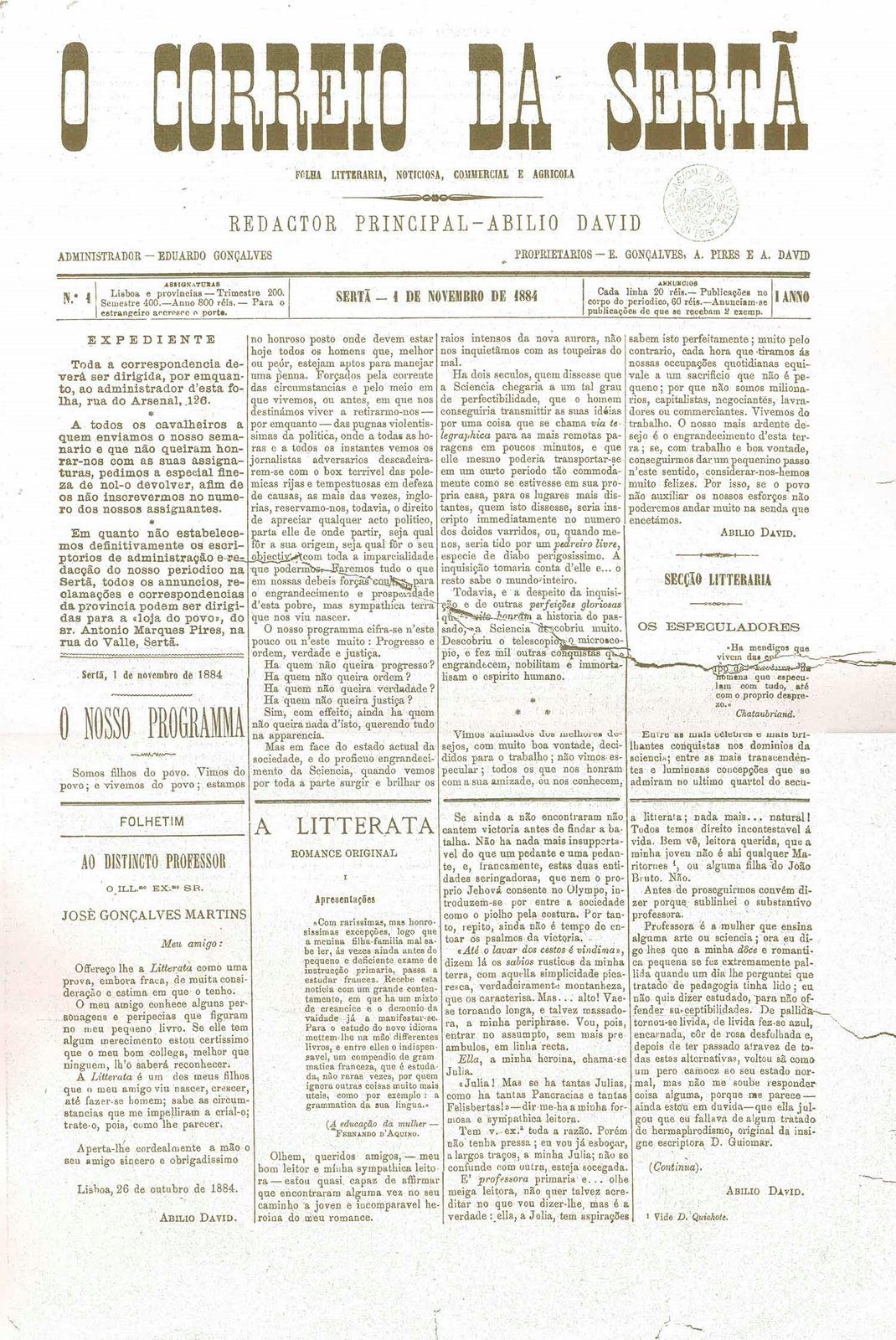
Primeira página do primeiro número de O Correio da Sertã, a primeira publicação periódica sertaginense, em 1884.

Este verbete lista os jornais, quer atuais, quer desaparecidos, que foram editados no concelho da Sertã, ou cujo concelho era a audiência principal.

## Jornais atuais
Existem dois jornais locais: "A Comarca da Sertã", fundado em 9 de Maio de 1936, dirigido pelo jornalista, historiador, comentador desportivo e referência cultural João Miguel (com uma tiragem que não excede os 5000 exemplares por semana) e o O Expresso do Pinhal dirigido por Teresa Aires, que se publicam ambos semanalmente.

## Antigos jornais
- O Correio da Sertã, publicado entre 1 de Novembro de 1884 a 29 de Novembro de 1894.[2][3]
- Jornal da Certã, publicado entre 25 de Dezembro de 1886 a 30 de Dezembro de 1888.[4]
- Campeão do Zêzere, semanário independente, dirigido por Joaquim Martins Grillo e Albano Nunes Roldão, publicado entre 1 de Fevereiro de 1891 e 3 de Julho de 1892.[3]
- Correio da Província, jornal progressista, publicado entre 21 de Fevereiro de 1889 a 25 de Dezembro de 1895.[2][3]
- Echo da Beira, publicado entre 17 de Dezembro de 1896 a 22 de Dezembro de 1899, dirigido por Abílio David Oliveira, e posteriormente entre 20 de Fevereiro de 1910 até data incerta, e de 16 de Agosto de 1914 a 14 de Julho de 1918.[3]
- Certaginense, jornal republicano, publicado entre 10 de Outubro de 1889 a 25 de Dezembro de 1895, e entre 7 de Abril de 1918 a 4 de Março de 1920.[2]
- A Ninfa do Zêzere, publicado entre 12 de Março de 1897 até data incerta..[2]
- Gazeta das Províncias, publicado entre 10 de Novembro de 1898 a 27 de Setembro de 1900..[2]
- Voz do Povo, jornal republicano, publicado entre 10 de Outubro de 1910 a 30 de Novembro de 1913.[2]
- A Voz da Beira, publicado entre 10 de Janeiro de 1914 a 4 de Março de 1917.[2]
- A Boa Nova, jornal católico, publicado entre 19 de Julho de 1914 a 14 de Agosto de 1915.[2]
- A Pátria de Celinda, publicado entre 14 de Fevereiro de 1917 a 21 de Agosto de 1921.[2]
- O Progresso da Beira, publicado entre 11 de Outubro de 1925 a 9 de Janeiro de 1927.[2]
- Beira Nova, publicado entre 10 de Abril de 1932 e data incerta.
- Família Paroquial de Várzea dos Cavaleiros, publicado a partir de 1 de Janeiro de 1956 até data incerta.
- Notícias de Várzea dos Cavaleiros, publicado entre Junho de 1968 e data incerta.
- O Renovador, publicado entre 14 de Fevereiro de 1970 e data incerta de 1975.

## Galeria

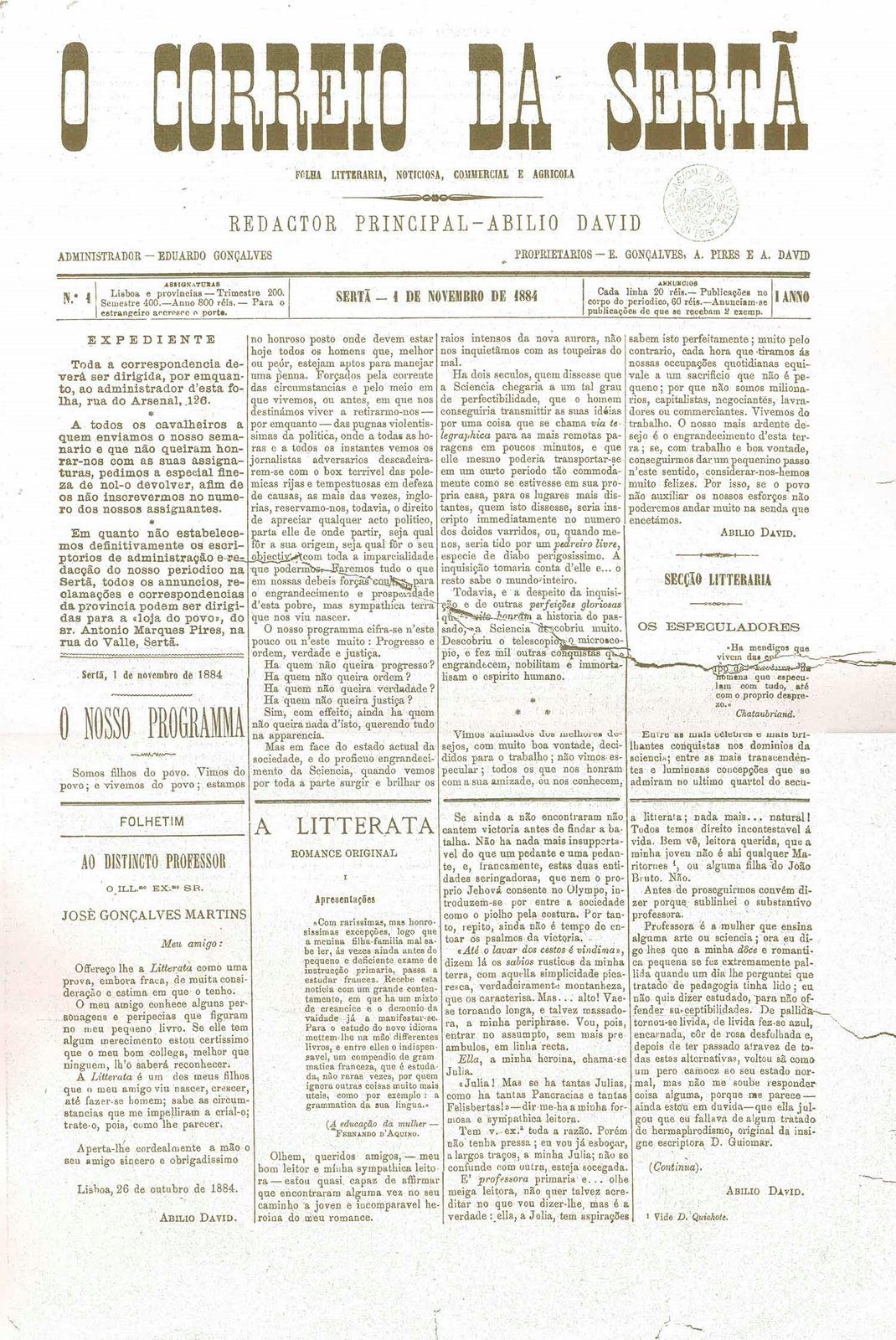
O Correio da Sertã em 1884.
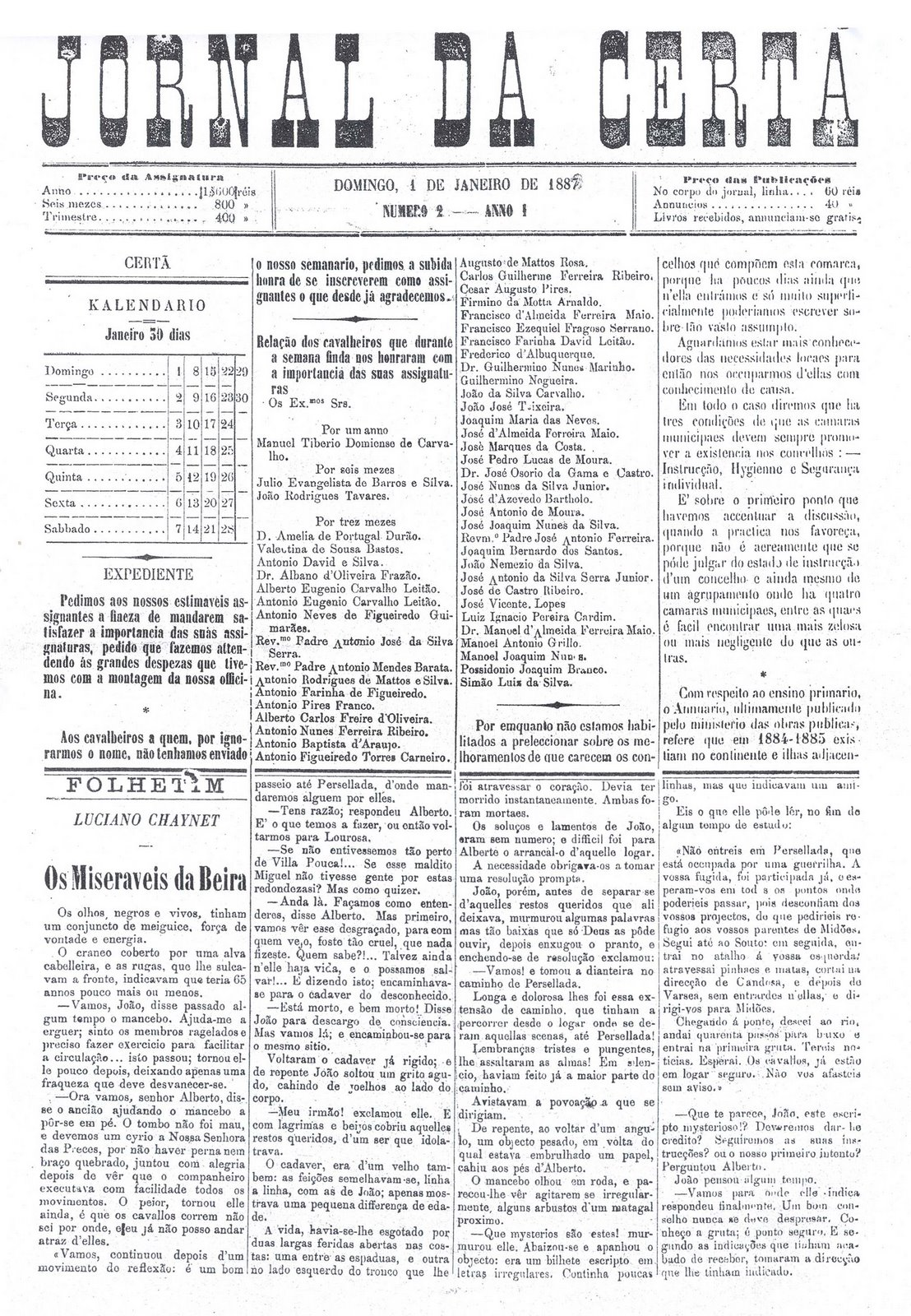
Jornal da Certã em 1887.
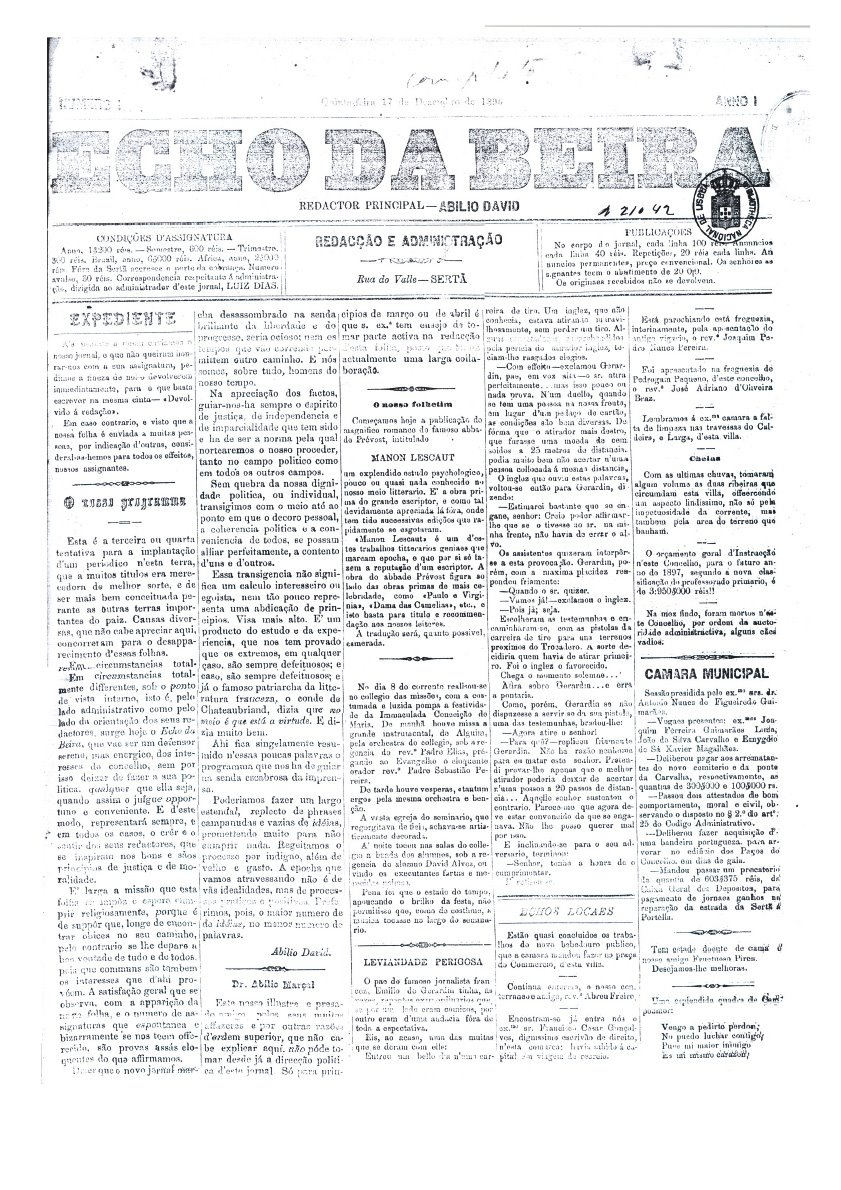
Echo da Beira em 1896.
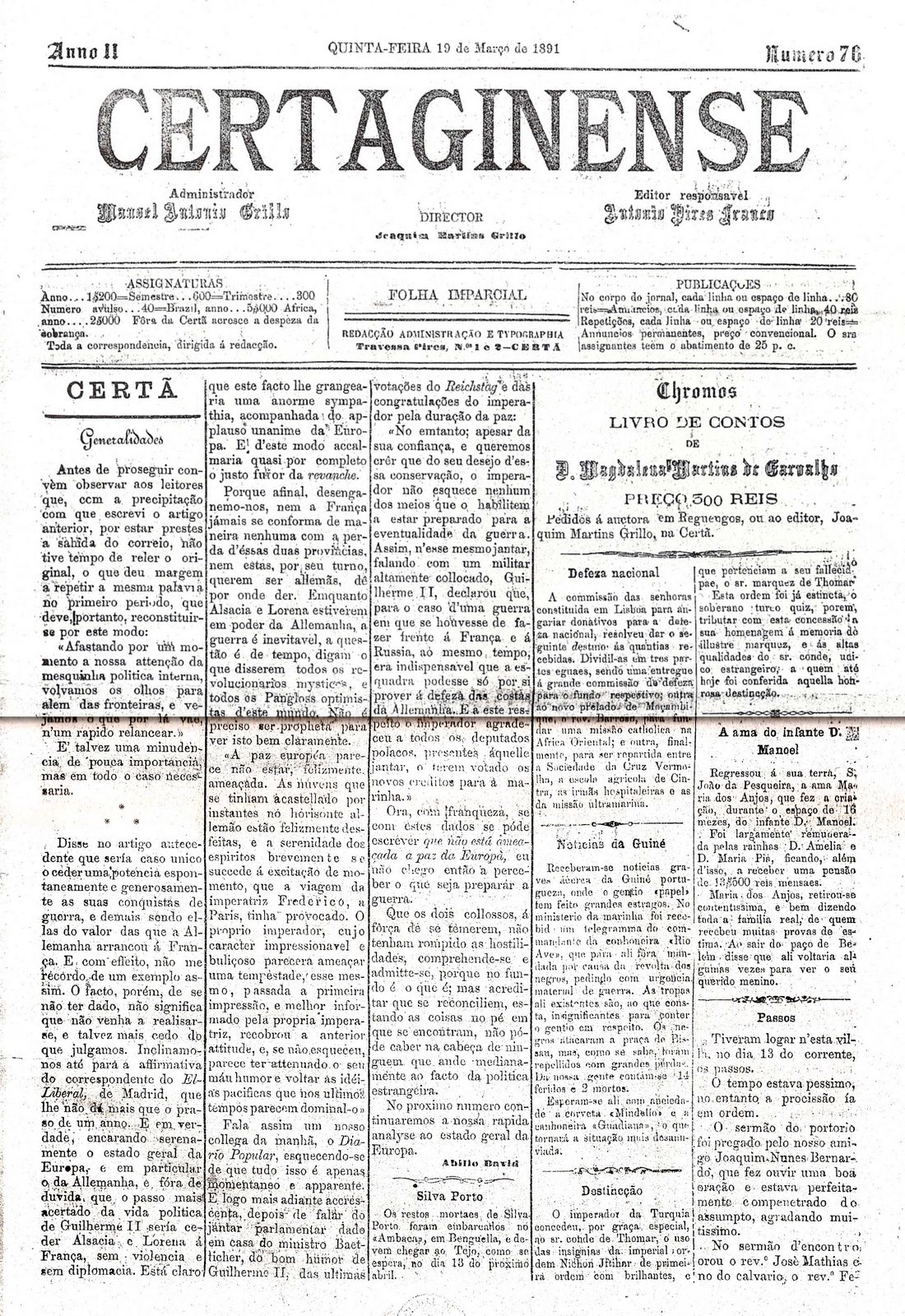
Certaginense em 1891.
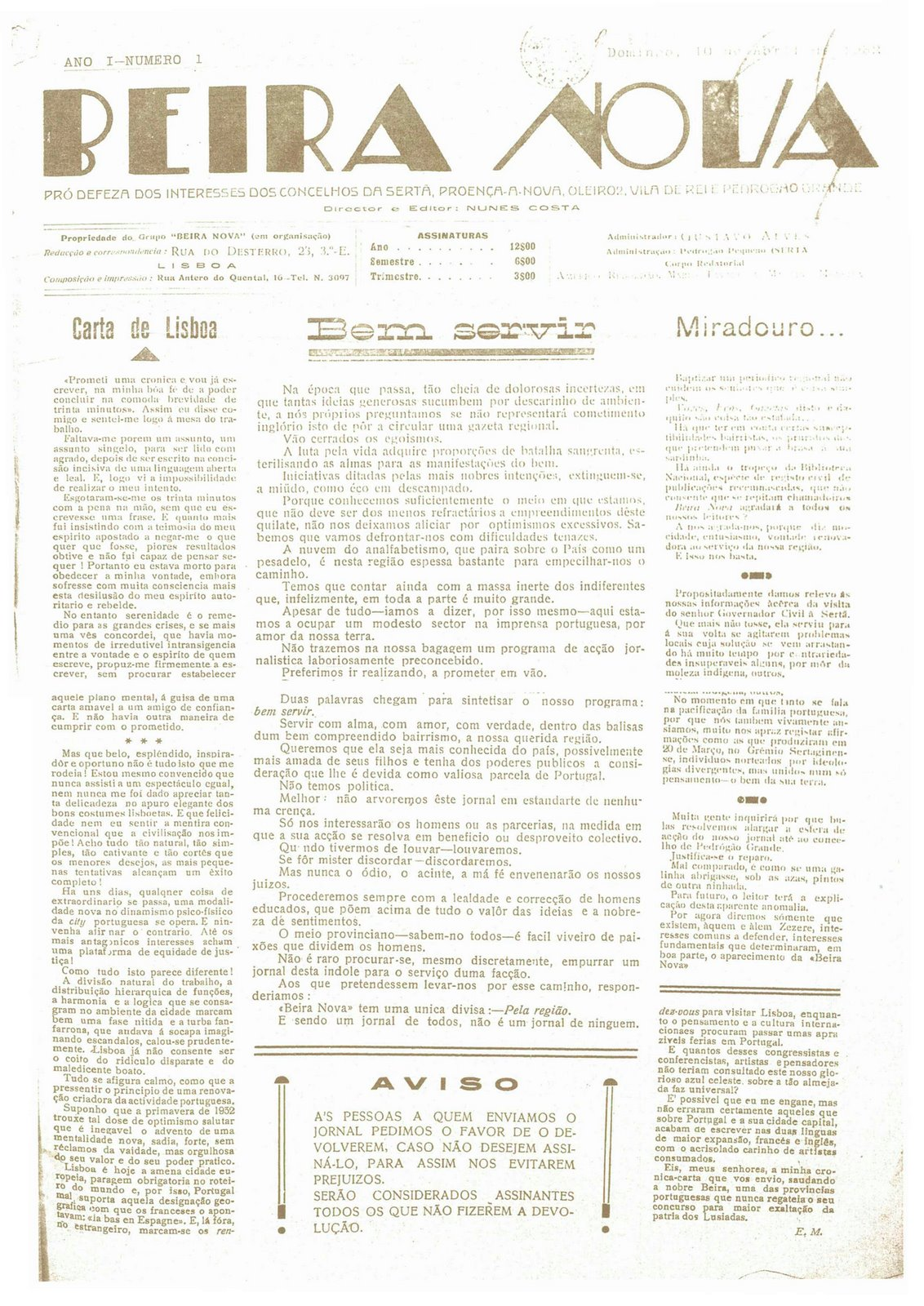
A Boa Nova em 1914.
- Beira Nova em 1932.
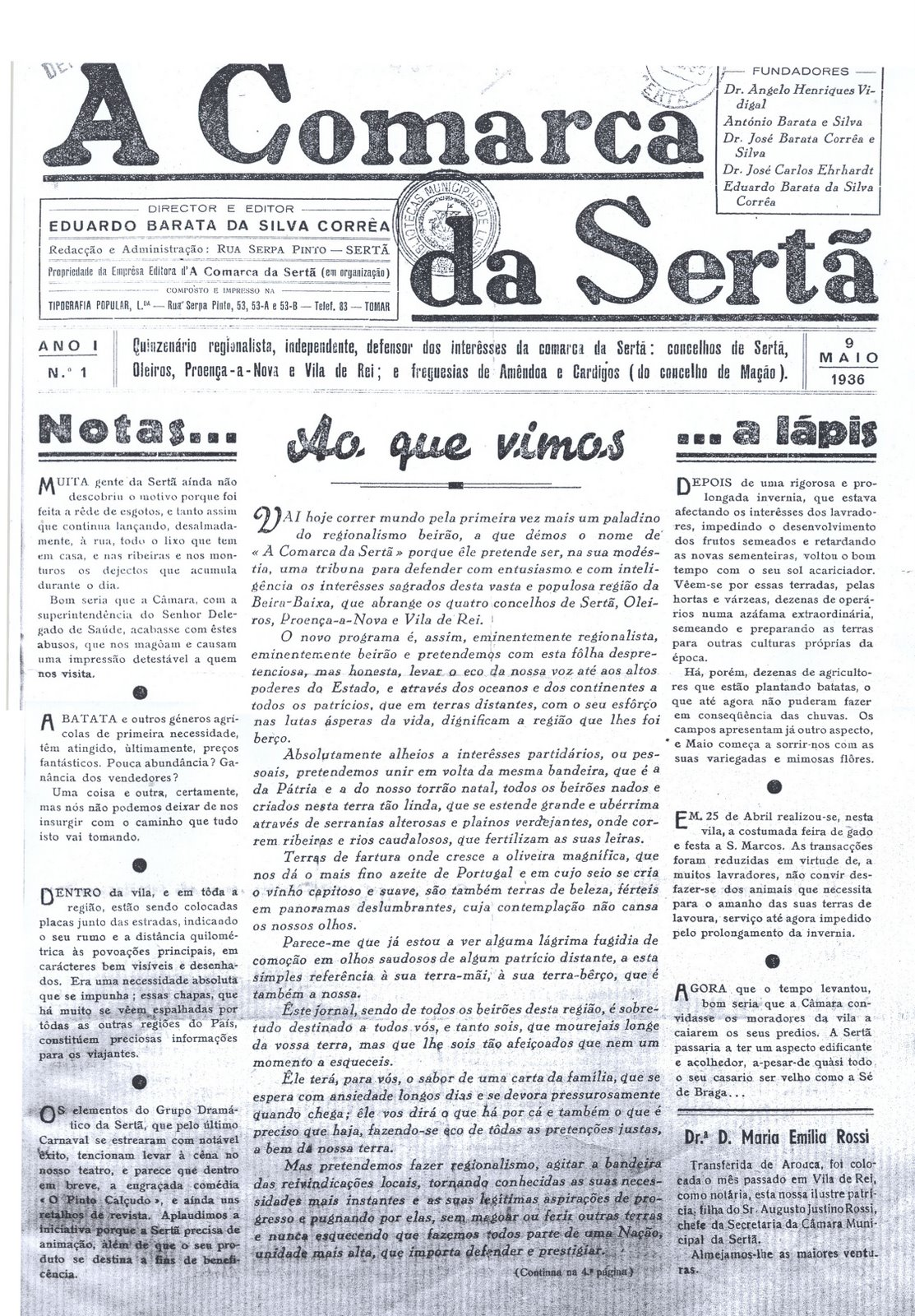
‎A Comarca da Sertã em 1936.
Família Paroquial de Várzea dos Cavaleiros em 1956.Família Paroquial de Várzea dos Cavaleiros em 1956.
Notícias de Várzea dos Cavaleiros em 1968.Notícias de Várzea dos Cavaleiros em 1968.
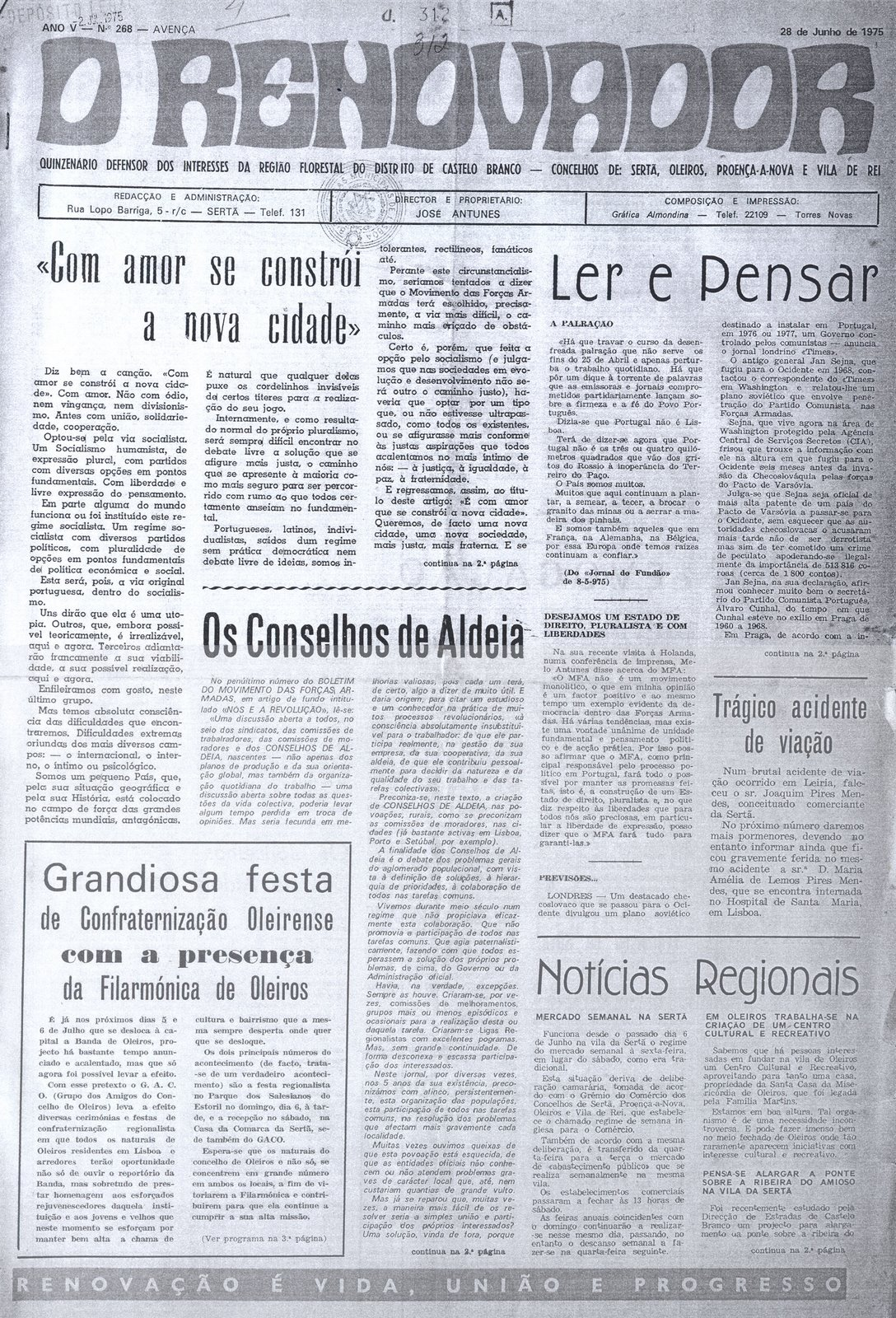
O Renovador em 1975.
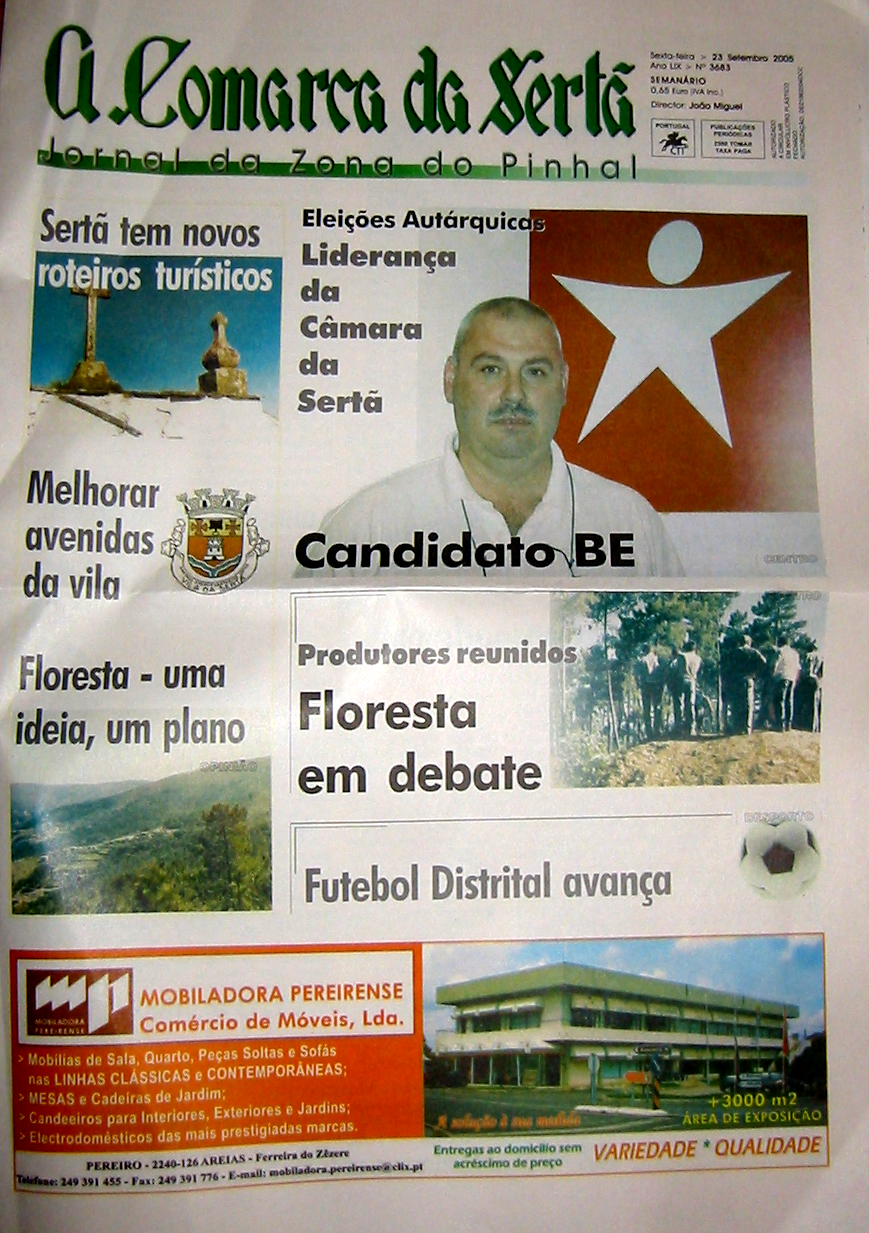
A Comarca da Sertã em 2006.